# Chèvre myotonique

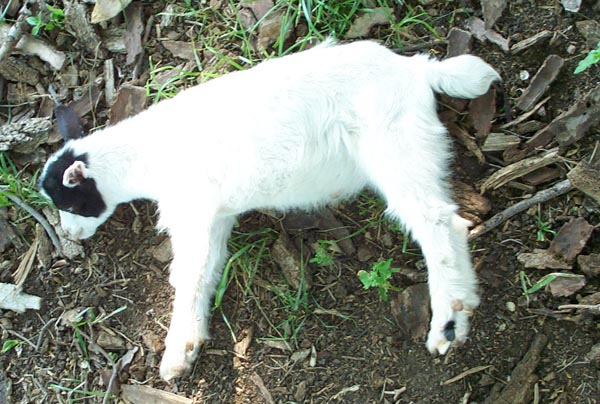
Jeune chèvre myotonique.

Une chèvre myotonique est une chèvre domestique dont les muscles se bloquent pendant environ 10 secondes, provoquant l'effondrement de l'animal sur le côté ou l'arrêt sur place. Cette maladie est causée par un trouble génétique héréditaire, la myotonie congénitale. 
Cette tétanie peut être provoquée par une peur soudaine. Lorsqu'elles sont surprises, ces chèvres se figent et tombent. Cependant, les chèvres plus âgées apprennent à écarter les pattes ou à s'appuyer contre quelque chose pour éviter de s'effondrer.

## Caractéristiques
Les chèvres myotoniques sont généralement plus petites que les autres. Elles mesurent environ 43 à 64 cm de haut et pèsent entre 27 et 79 kg. Elles ont aussi des yeux plus proéminents.
D'autres signes distinctifs permettent de les identifier, comme un tempérament excessivement docile, une masse importante de muscles, une adaptation facile à la nourriture à base de fourrages avec peu d'intrants, des raideurs musculaires, etc.